# Jacques Gamisans
Jacques Gamisans ( 1944 - ) es un botánico, curador, y profesor francés.

## Algunas publicaciones
- Daniel Jeanmonod, J. Gamisans. 2007. Flora Corsica. Edisud, Aix-en Provence, 1-922 + I-CXXXIV. ISBN 274490662X
- ------------, A. Schlüssel, J. Gamisans. 2004. Asteraceae -II. in Compléments au Prodrome de la Flore Corse. Ed. Conservatoire et Jardin Botaniques, Genève. 256 pp.
- 1999. La végétation de la Corse. Ed. Édisud. 391 pp. ISBN 2744900834
- Jacques Gamisans, Jean-François Marzocchi. 1996. La flore endémique de la Corse. Ed. Édisud. 208 pp. ISBN 2857447779
- 1993. Montagne corse: découverte du milieu naturel. Ed. Centre régional de documentation pédagogique. 143 pp.
- 1990. Caprifoliaceae. Prodrome de la flore corse: Compléments. 19 pp. ISBN 2827708078
- Daniel Jeanmonod, Jacques Gamisans. 1987. Scrophulariaceae. Volumen 1 de Compléments au Prodrome de la flore corse. Ed. Conservatoire et Jardin botaniques de la Ville de Genève. 234 pp. ISBN 2827708094
- Daniel Jeanmonod, Jacques Gamisans. 1987. Compléments au prodrome de la flore corse. Compléments au Prodrome de la flore corse. Ed. Conservatoire et jardin botaniques de la ville de Genève. 28 pp. ISBN 2827708019
- 1985. Catalogue des plantes vasculaires de la Corse: précédé de données statistiques et d'un exposé synthétique sur l'origine de cette flore et de son organisation en ensembles de végétation. Ed. Parc naturel régional de la Corse. 231 pp. ISBN 2905468025
- ------------, Jean-Pierre Hébrard. 1980. A propos de la vegetation des forets en Grece du nord-est (Macedoine orientale et Thrace Occidentale). Ed. INIST. 47 PP.

## Honores

### Epónimos
- (Asteraceae) Taraxacum gamisansii Soest[1]
- (Poaceae) Festuca gamisansii Kerguélen[2]

- La abreviatura «Gamisans» se emplea para indicar a Jacques Gamisans como autoridad en la descripción y clasificación científica de los vegetales.[3]